# Vladimir Kishkun
Vladimir Kishkun (Leningrado (actual San Petersburgo, Unión Soviética, 5 de noviembre de 1951) fue un atleta soviético especializado en la prueba de salto con pértiga, en la que consiguió ser campeón europeo en 1974.

## Carrera deportiva
En el Campeonato Europeo de Atletismo de 1974 ganó la medalla de oro en el salto con pértiga, saltando por encima de 5.35 metros que fue récord de los campeonatos, superando al polaco Władysław Kozakiewicz (plata también con 5.35 m pero en más intentos) y al también soviético Yuri Isakov (bronce con 5.30 metros).